# Fates Warning-tagok listája
A Fates Warning nevű amerikai progresszív metal együttes 1982-ben alakult még Misfit néven. Első demófelvételük rögzítése után változtattak nevet 1984-ben. A kezdetektől egyedül Jim Matheos gitáros, fő dalszerző tagja a zenekarnak. A Fates Warning első három albumának stílusát meghatározó John Arch énekest 1987-ben váltotta Ray Alder, aki a mai napig az együttes frontembere. Joey Vera basszusgitáros 1997 óta játszik a Fates Warninggal, de csak 2001-től lett a csapat hivatalos tagja.

## Tagok
| - Ray Alder – ének (1987−napjainkig) - Jim Matheos – gitár (1982−napjainkig) - Frank Aresti – gitár (1986−1996, 2005−napjainkig) - Joey Vera – basszusgitár (2001−napjainkig) - Bobby Jarzombek – dobok (2007-napjainkig) - John Arch – ének (1982–1987) - Victor Arduini – gitár (1982−1985) - Joe DiBiase – basszusgitár (1982−1996) - Steve Zimmerman – dobok (1982−1988) - Mark Zonder – dobok (1989−2004) - Kevin Moore – billentyűs hangszerek (1997, 2000) - Joey Vera – basszusgitár (1997, 2000) | A Pleasant Shade of Gray-turné (1997−1998) - Bernie Versailles – gitár - Joey Vera – basszusgitár - Ed Roth – billentyűs hangszerek - Jason Keazer – billentyűs hangszerek Disconnected-turné (2001) - Shaun Michaud – billentyűs hangszerek, gitár Dream Theater/Queensrÿche/Fates Warning turné (2003) - Frank Aresti – gitár - Nick D’Virgilio – dobok FWX-turné (2003−2004) - Nick D’Virgilio – dobok Darkness in a Different Light-turné (2013−2015) Theories of Flight-turné (2017) - Michael Abdow – gitár |

## Felállások
| Időszak         | Felállás | Kiadványok |
| --------------- | --- | --- |
| 1982–1985       | - John Arch – ének - Jim Matheos – gitár - Victor Arduini – gitár - Joe DiBiase – basszusgitár - Steve Zimmerman – dobok | - Night on Bröcken (1984) - The Spectre Within (1985) |
| 1986–1987       | - John Arch – ének - Jim Matheos – gitár - Frank Aresti – gitár - Joe DiBiase – basszusgitár - Steve Zimmerman – dobok   | - Awaken the Guardian (1986) |
| 1987–1988       | - Ray Alder – ének - Jim Matheos – gitár - Frank Aresti – gitár - Joe DiBiase – basszusgitár - Steve Zimmerman – dobok   | - No Exit (1988) |
| 1989–1996       | - Ray Alder – ének - Jim Matheos – gitár - Frank Aresti – gitár - Joe DiBiase – basszusgitár - Mark Zonder – dobok       | - Perfect Symmetry (1989) - Parallels (1991) - Inside Out (1994) |
| 1997–2000       | - Ray Alder – ének - Jim Matheos – gitár - Mark Zonder – dobok                                                           | - A Pleasant Shade of Gray (1997) - A Pleasant Shade of Gray – Live (VHS, 1998) - Still Life (koncertalbum, 1998) - Live at the Dynamo (DVD, 2000) - Disconnected (2000) |
| 2001–2004       | - Ray Alder – ének - Jim Matheos – gitár - Joey Vera – basszusgitár - Mark Zonder – dobok                                | - FWX (2004) |
| 2005–2006       | - Ray Alder – ének - Jim Matheos – gitár - Frank Aresti – gitár - Joey Vera – basszusgitár                               | - Live in Athens (DVD, 2005) |
| 2007–napjainkig | - Ray Alder – ének - Jim Matheos – gitár - Frank Aresti – gitár - Joey Vera – basszusgitár - Bobby Jarzombek – dobok     | - Darkness in a Different Light (2013) - Theories of Flight (2016) |